# Phyprosopus basiplaga
Phyprosopus basiplaga är en fjärilsart som beskrevs av Walker 1865. Phyprosopus basiplaga ingår i släktet Phyprosopus och familjen nattflyn. Inga underarter finns listade i Catalogue of Life.